# Dendrospora moniliformis
Dendrospora moniliformis är en svampart som beskrevs av Descals 1983. Dendrospora moniliformis ingår i släktet Dendrospora, divisionen sporsäcksvampar och riket svampar.   Inga underarter finns listade i Catalogue of Life.